# Tiny Bertels
Pour les articles homonymes, voir Bertels.
Tiny Bertels, née le 23 décembre 1972, est une chanteuse et comédienne belge au théâtre, au cinéma et à la télévision.

## Biographie
Néerlandophone, Tiny Bertels étudie en 1998 au Studio Herman Teirlinck dans la section « Kleinkunst » (cabaret).

## Filmographie

### Cinéma
- 2010 : Germaine de Frank Van Mechelen
- 2014 : Halfweg de Geoffrey Enthoven

### Télévision

#### Séries télévisées
- 1998 : Deman
- 2002 : Flikken
- 2002-2003 : Sedes & Belli
- 2002-2003 : Dennis
- De Raf & Ronny Show
  - 2005 : De Wet volgens Milo
- 2008/2012 : Aspe
- 2008 : Van vlees en bloed
- 2009 : Witse
- 2012 : Loslopend Wild (nommée aux Rockie Awards du BANFF World Media Festival au Canada)
- 2013 : Salamander
- 2013 : Zuidflank
- 2013 : Vermist (saison 5)

## Distinctions
- 2012 : 3e cérémonie des Ensors : meilleur second rôle féminin dans Germaine